# Wrixparent (manzana)
Wrixparent es una  variedad cultivar de manzano (Malus domestica). 
Un híbrido del cruce de 'White Transparent' x 'Desconocido'. Encontrado por Wrixham McIlvaine como una plántula casual que crece en medio de su huerto de 'White Transparent' cerca de Magnolia, Delaware (Estados Unidos) en 1920. Las frutas tienen una pulpa crujiente, gruesa y jugosa.

## Historia
'Wrixparent' es una variedad de manzana, híbrido del cruce de 'White Transparent' x 'Desconocido'. Desarrollado y criado a partir de 'White Transparent' como Parental-Madre, mediante una polinización como Parental-Padre por variedad 'Desconocido'. Encontrado por Wrixham McIlvaine como una plántula casual que crece en medio de su huerto de 'White Transparent' cerca de Magnolia, Delaware (Estados Unidos) en 1920. Fue introducido en los circuitos comerciales en 1940.
'Wrixparent' está cultivada en diversos bancos de germoplasma de cultivos vivos tales como en National Fruit Collection (Colección Nacional de Fruta) de Reino Unido con el número de accesión: 1974-265 y Nombre Accesión : Wrixparent.

## Características
'Wrixparent' árbol de extensión erguida, de vigor moderadamente vigoroso, productor de cosecha todos los años. Tiene un tiempo de floración que comienza a partir del 4 de mayo con el 10% de floración, para el 9 de mayo tiene una floración completa (80%), y para el 15 de mayo tiene un 90% caída de pétalos.
'Wrixparent' tiene una talla de fruto es grande; forma redonda achatada con caras claramente acanaladas, contorno irregular, con costillas medias, con corona media; piel lisa, fina, epidermis con color de fondo es amarillo verdoso pálido, a veces con un ligero rubor en la cara expuesta al sol, presenta algunas lenticelas ligeramente oscuras, "russeting" (pardeamiento áspero superficial que presentan algunas variedades) muy débil o ausente; cáliz pequeño y parcialmente abierto, ubicado en una cuenca poco profunda y estrecha, rodeada por una corona ligeramente abultada; pedúnculo medio corto y medio grueso, colocado en una cavidad media-amplia con un ligero ruginoso-"russeting" en las paredes de la cavidad; color de la carne es blanco, de grano fino, crujiente, gruesa y jugosa.
Su tiempo de recogida de cosecha se inicia a principios de agosto. Madura antes y es menos propenso a magulladuras que su Parental-Madre 'White Transparent'. Se mantiene bien durante unos pocos días en cámara frigorífica.

## Usos
Una buena manzana de uso de postre fresca en mesa.

## Ploidismo
Tetraploide, auto estéril. Grupo de polinización: B, Día 9.